# Панженський Олексій Опанасович
Панженський Олексій Опанасович (13.10.1925 — 10.09.1981) — учасник Радянсько-німецької війни, стрілець 6-ї стрілецької роти 2-го стрілецького батальйону 212-го гвардійського стрілецького полку 75-ї Бахмацької двічі Червонозоряної ордена Суворова гвардійської стрілецької дивізії 30-го стрілецького корпусу 60-ї Армії Центрального фронту, Герой Радянського Союзу (17.10.1943), гвардії червоноармієць.

## Біографія
Народився 13 жовтня 1925 року в селі Ципіно Топкінського району, Кемеровська область, РФ.
Закінчив Топкінську семирічну школу, працював у колгоспі.
В армію був призваний у лютому 1943 року Топкінським райвійськкоматом і направлений в Кемеровське піхотне училище. У серпні 1943 року курсантів без присвоєння офіцерського звання передали до Діючої армії. З 4 вересня 1943 року стрілець 6-ї стрілецької роти 2-го стрілецького батальйону 212-го гвардійського стрілецького полку 75-ї Бахмацької двічі Червонозоряної ордена Суворова гвардійської стрілецької дивізії.
Особливо відзначився при форсуванні ріки Дніпро та утриманні плацдарму на північ від Києва у вересні 1943 року. 23 вересня 1943 року у складі взводу молодшого лейтенанта Г. Г. Яржина форсував Дніпро в районі села Ясногородка Вишгородського району Київської області. Брав участь у захопленні пароплава «Миколаїв» і баржі з військово-інженерним вантажем. У бою за село Ясногородка знищив до 15 фашистів.
Указом Президії Верховної Ради СРСР від 17 жовтня 1943 року за мужність і героїзм проявлені при форсуванні Дніпра і утриманні плацдарму гвардії червоноармійцю Панженському Олексію Опанасовичу присвоєне звання Героя Радянського Союзу з врученням ордена Леніна і медалі «Золота Зірка».
В 1944–1948 роках вчився у Воєнному інституті іноземних мов Червоної Армії. Отримав офіцерське звання.
Після війни Панженський О. О. жив і працював у Москві. Помер 10 вересня 1981 року. Похований на Кунцевському кладовищі.

## Нагороди
- медаль «Золота Зірка» № 1567 (17 жовтня 1943)
- Орден Леніна
- Орден Червоної Зірки
- Медалі

## Пам'ять
- На могилі Героя на Кунцевському кладовищі у Москві встановлено пам'ятник[7].